# BusuiocTV
Busuioc TV ([https://busuioctv.md]) A fost fondată în anul 2009 ca Televiziune Tematică, liberă de constrângeri politice și cu scopul de a promova arta și cultura teritoriului, devenind Primul Post Muzical de Televiziune din Republica Moldova. Busuioc TV, deține cea mai mare bază de date muzicală națională, considerată un patrimoniu național foarte important pentru conservarea și promovarea tradițiilor muzicale ale teritoriului din Estul Europei și în special al Republicii Moldova. Busuioc TV, este principala referință a Artiștilor pentru lansarea și promovarea propriilor lor creații muzicale. Cu acest scop a fost creat un eveniment artistic, spectacolul anual cu genericul "Firicel de Busuioc""' care a devenit tradițional, în cadrul caruia, cei mai apreciațî și solicitați de către public, interpreți ai anului, sunt premiați cu trofeul, "Firicel de Busuioc", executat în bronz de către Sculptorul moldovean, "Andrei Dohotaru". Busuioc TV, de-a lungul anilor a avut o evoluție atât a audienței, cât și a imaginii, încheind constant numeroase acorduri de retransmisie cu diverși furnizori și platforme internaționale care au făcut ca canalul Busuioc TV să fie vizibil și urmărit în toată lumea. Astfel, devenind posibilă menținerea vie a legăturii foarte puternice cu arta, cultura și tradițiile teritoriului, pentru toți moldovenii rezidenți în străinătate. Evolutia: 2009 - A fost fondată prima televiziune tematica care promovează arta, cultura și tradițiile, "Busuioc TV". 2010 - Busuioc TV, devine primul post muzical de televiziune din Republica Moldova, și crează evenimentul artistic cu Premiul Național pentru Artiști,“Firicel de Busuioc”. 2012 - încep colaborările cu operatorii de cablu din România si retransmisiile pe teritoriul României. 2015 - se semnează primele acorduri cu platforme internaționale de retransmisie. Echipa Busuioc TV, crează o noua imagine web pentru promovarea sectiunilor dedicate artiștilor fiind începutul dezvoltării noilor proiecte cu cei mai buni artiști și autori pentru a da valoare tradițiilor muzicale. 2017 - începe perfecționarea întregului sistem de marketing și comunicare, ia naștere noua imagine de televiziune și reevaluarea programelor muzicale. 2018 - noi colaborări și parteneriate pentru promovări muzicale autohtone cu entități naționale și străine, platformele sociale sunt create și dezvoltate. 2019 - începe difuzarea "Canalului LIVE" pe portalul web www.busuioctv.md care deschide și dă startul proiectului de vizibilitate internațională, astfel stimulînd prezența și participarea Busuioc TV, ca partener media pe piețele externe în evenimente de promovare a artei, culturii, turismului și a teritoriului în Italia, România, Grecia, Ucraina, Franța. 2021 - deschiderea noilor studiouri de televiziune la Chișinău și proiectul de promovare Busuioc TV în Italia. 2022 - Inițierea lucrărilor pentru dezvoltarea proiectului "Web Radio Busuioc FM" și "Busuioc WEB TV" pe platformele web internaționale. 2023 - Busuioc TV, este unicul canal muzical de televiziune, acceptat și inclus în Platforma "MULTIPLEX A" digital terestru DVB-T2 din Republica Moldova, și devine disponibil gratuit, pentru fiecare cetățean al țării.